# Snowbirds

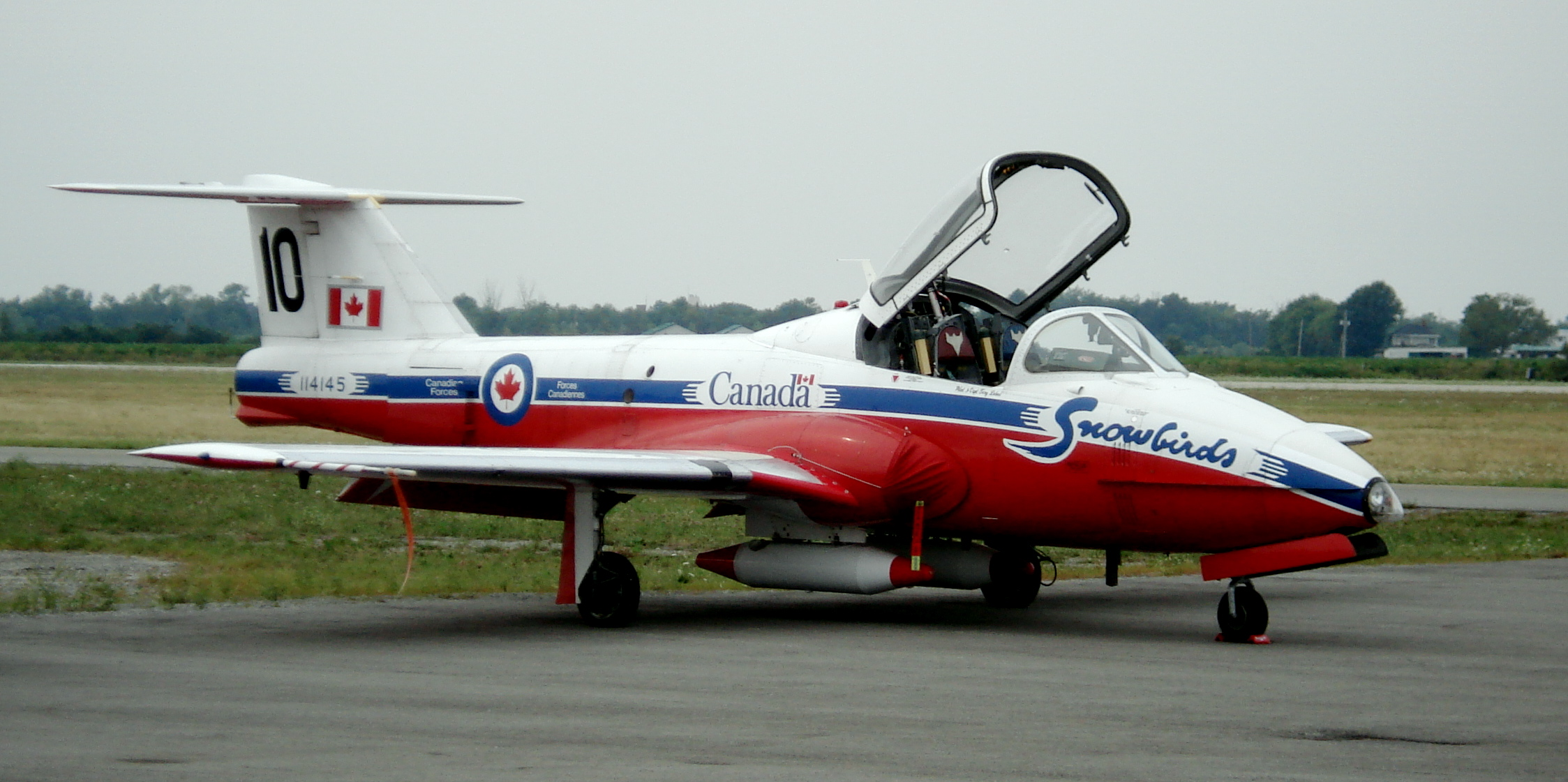
Ein Snowbird am Boden

Die Snowbirds (deutsch Schneevögel, offiziell: 431 Air Demonstration Squadron) sind die Kunstflugstaffel der Royal Canadian Air Force. Die Snowbirds sind ein Symbol Kanadas.

## Geschichte
Die 431. war ursprünglich ein Bomberverband, der im Zweiten Weltkrieg in Europa flog. Am 18. Januar 1954 wurde unter der Nummer eine Jagdstaffel gegründet, die bis zu ihrer Auflösung im Oktober desselben Jahres Kunstflugvorführungen auf der Canadair F-86 Sabre zeigte. Am 1. April 1978 wurde die 431. reaktiviert und trägt seitdem den Beinamen Snowbirds. Seitdem fliegt die Staffel auf neun Canadair CL-114 Tutor. Heute arbeiten circa 85 Angehörige der Kanadischen Streitkräfte bei den Snowbirds, die auf dem Militärflugplatz von Moose Jaw stationiert sind.
Ein Wettbewerb für einen formalen Namen für das Demonstrationsteam wurde von Lt. Colonel Tom Reid und Senior Administrative Assistant Lois Boyle organisiert. Der Wettbewerb wurde an der Grundschule (Bushell Park Elementary) bei der CFB Moose Jaw Basis abgehalten und hatte den Namen Snowbirds als Gewinner. Der Name reflektiert die unverwechselbare weiße Lackierung des Flugzeugs, die zu dem Zeitpunkt verwendet wurde, zusammen mit Anmut und Schönheit und Zeichen der Verbundenheit mit den kanadischen Wurzeln. Zufälligerweise war Snowbird auch der Name eines Anne-Murray-Liedes, das zu der Zeit populär war.  Der Name wurde offiziell am 25. Juni 1971 anerkannt als Name des Canadian Forces Air Demonstrations-Team. Am 1. April 1978 wurde das Team durch Reaktivierung der 431 Squadron als ein eigenständiges Geschwader gebildet (umbenannt in 431 Air Demonstration Squadron).

## Zwischenfälle
In ihrer Laufbahn hatten die Snowbirds Flugzeuge mehrere Unfälle, darunter mehrere Kollisionen in der Luft. Diese führten zum Tod von sieben Piloten und einem Passagier sowie dem Verlust von mehreren Flugzeugen.
Am 17. Mai 2020 stürzte eine Maschine der Snowbirds auf einem Überführungsflug direkt nach dem Start ab. Die Sprecherin der Snowbirds, Jennifer Casey, verstarb bei dem Unglück. Der Pilot konnte sich mit dem Schleudersitz retten.

## Ehrungen und Preise
- Im Jahr 1982 veröffentlichte die Canada Post eine 17¢-Briefmarke eines umgekehrten Snowbird No. 5 mit der Flugzeugkennungsnummer 114155.
- Am 8. Juni 1994 wurden die Snowbirds mit dem Gürtel des Orion Award for Excellence der kanadischen Aviation Hall of Fame ausgezeichnet.
- Im September 1994 wurden die Snowbirds die ersten Botschafter der kanadischen Injury Prevention Foundation (Unfallverhütungsstiftung) (inzwischen umbenannt in Parachute (Fallschirm)), die über Risikobereitschaft und die Prävention von Verletzungen informiert.
- Am 16. Oktober 1999 wurde das Geschwader in ihren Geschwaderfarben für die vergangenen 25 Dienstjahre vorgestellt. Während der gleichen Zeremonie wurde das Team von der Air Force Association of Canada für herausragende Leistungen auf dem Gebiet der kanadischen militärischen Luftfahrt mit dem Golden-Hawks-Award ausgezeichnet.
- Im Jahr 2002 wurden die Snowbirds zu Botschaftern der Child Foundation (Kinder mit Darm- und Lebererkrankungen-Stiftung) ernannt.
- Am 28. Juni 2006 veröffentlichte die kanadische Post zwei 51¢-Briefmarken, zur Feier des 35. Jahrestags des Teams. Die Royal Canadian Mint prägte dazu eine silberne 5$-Gedenkmünze